# Ruth Slenczynska

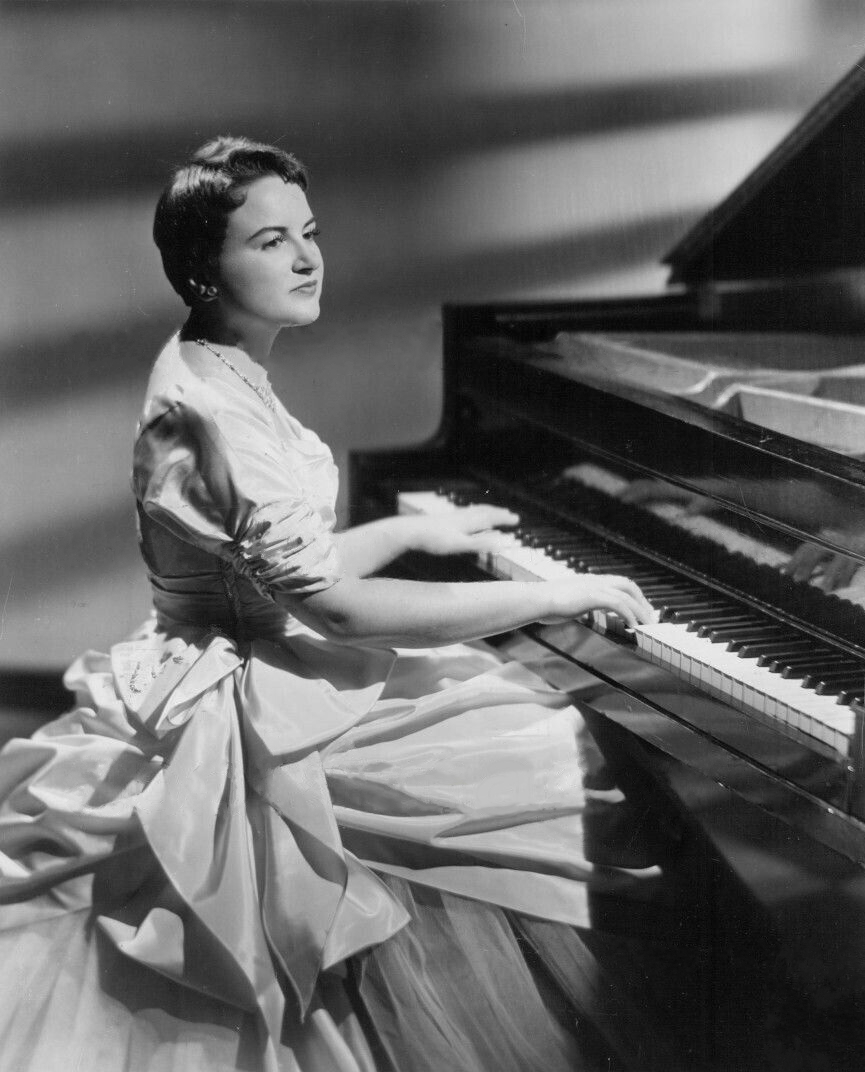
Ruth Slenczynska.

Ruth Slenczynska (Sacramento, California, 15 de enero de 1925) es una pianista clásica norteamericana.

## Biografía
Hija del violinista Joseph Slenczynski que la obligó a tocar el piano desde los tres años. 
A los cuatro inició sus estudios en Europa con Artur Schnabel, Egon Petri, Alfred Cortot, Josef Hofmann y Serguéi Rajmáninov.
A los seis debutó en Berlín y a los siete en París, convirtiéndose en famosa niña prodigio. A los 15 se retiró debido al estrés emocional.
Slenczynska fue aceptada en la Universidad de California en Berkeley donde conoció a su futuro esposo, George Born. Se casaron en 1944 divorciándose una década después. 
Regresó a su carrera con gran éxito y volvió a casarse en 1967.
En 1957 publicó sus memorias Forbidden Childhood y Music at Your Fingertips: Aspects of Pianoforte Technique.
A los 99 años su carrera prosigue con presentaciones internacionales.